# Juri Wiktorowitsch Bereschko
Juri Wiktorowitsch Bereschko (russisch: Юрий Викторович Бережко; englische Transkription: Yury Viktorovich Berezhko; * 27. Januar 1984 in Komsomolsk am Amur, Sowjetunion) ist ein russischer Volleyballspieler.

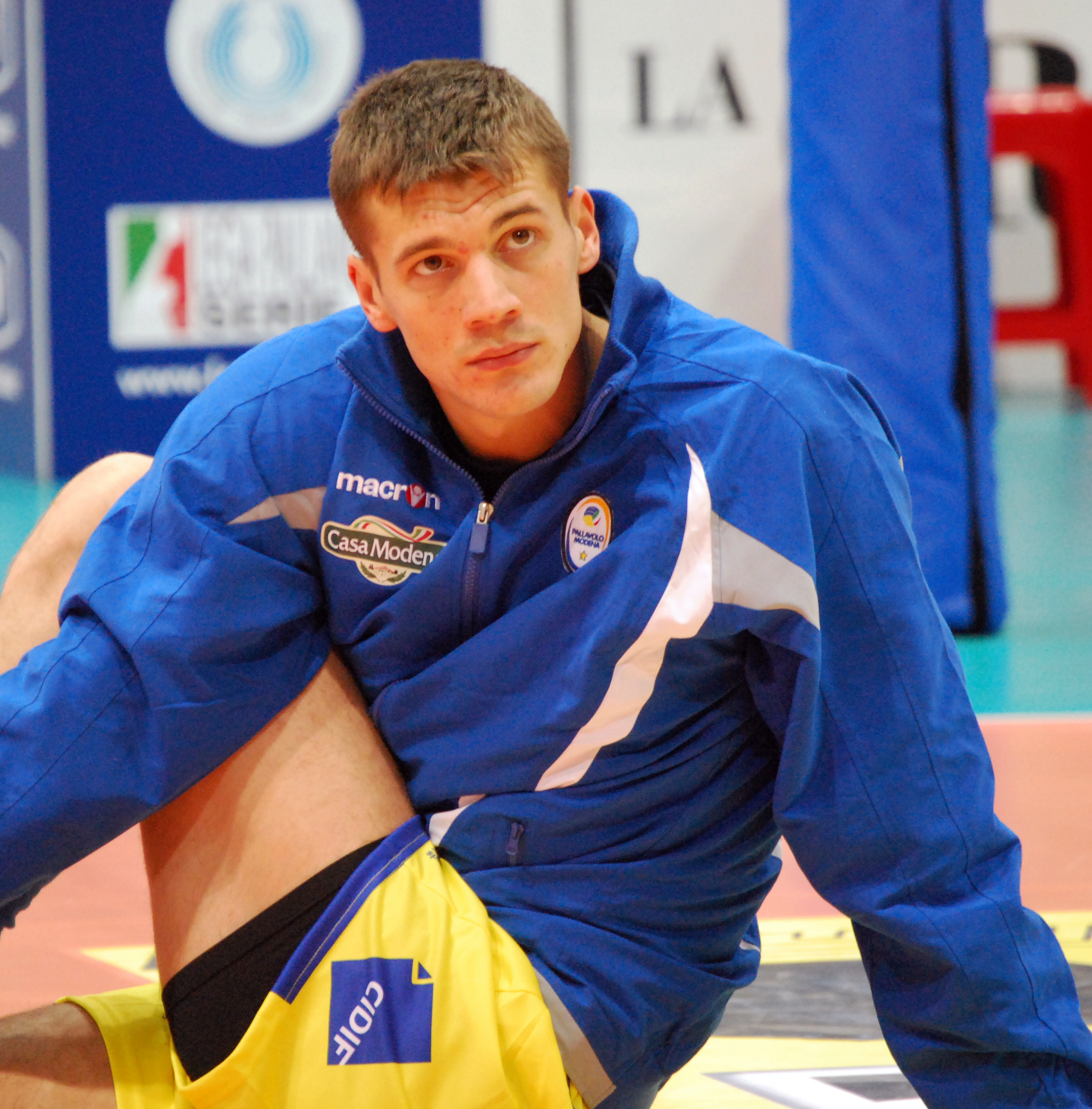
Bereschko bei einem Spiel in Piacenza

## Karriere
Bereschko begann seine Karriere im Jahr 2000 bei Neftjanik Jaroslawl. 2004 wechselte er zum russischen Erstligisten VK Dynamo Moskau. Am 25. Juni 2005 gab der Außenangreifer sein Debüt in der Nationalmannschaft, mit der er wenig später die Europaliga gewann. 2006 gewann er mit Moskau das nationale Double aus Meisterschaft und Pokal. Im folgenden Jahr wurde der Verein Vizemeister. Mit der Nationalmannschaft erreichte Bereschko 2007 zweite Plätze in der Weltliga und im World Cup. Bei der Europameisterschaft unterlag Russland ebenfalls erst im Endspiel gegen Spanien; Bereschko erhielt eine Auszeichnung als bester Angreifer. 2008 schaffte Moskau in der Liga das zweite Double. Anschließend nahm Bereschko am olympischen Turnier in Peking teil und gewann die Bronzemedaille. 2010 erreichte er das Finale der Champions League, das Moskau gegen Trentino Volley verlor. Die russische Mannschaft unterlag in der Weltliga ebenfalls erst im Endspiel. Anschließend wechselte Bereschko für eine Saison zum italienischen Erstligisten Pallavolo Modena. 2011 war Russland in der Weltliga erfolgreich. Der Außenangreifer kehrte in die Heimat zurück. In seiner ersten Saison bei VK Zenit-Kasan gewann der Verein die russische Meisterschaft sowie die Champions League durch einen Finalsieg gegen Skra Bełchatów. Bei den Olympischen Spielen in London gewann er die Goldmedaille. 2013 wechselte Bereschko zu VK Dynamo Krasnodar und 2014 wieder zu VK Dynamo Moskau, wo er 2015 den CEV-Pokal gewann.